# مذكرات نشال
مذكرات نشال هو عمل أدبي من تأليف الكاتب المصري أيمن عثمان، يقدم فيه نصوصاً تعود إلى المعلم عبد العزيز النُّص، وهو نشال سابق عاش في مصر خلال عشرينيات القرن الماضي. نُشرت هذه المذكرات لأول مرة في تلك الفترة، وتحديداً عام 1927 في جريدة "لسان الشعب"، وأثارت جدلاً كبيراً وقتها بسبب طبيعتها غير المعتادة، حيث تروي تجارب شخصية حقيقية لنشال يصف حياته ومغامراته في عالم الجريمة.
الكتاب ينقل قصصاً واقعية عن حياة عبد العزيز النُّص، الذي كرس جزءاً من حياته للنشل في شوارع القاهرة، أو "مصر المحروسة" كما يصفها. يتناول تفاصيل مثيرة عن أساليب النشالين، حيلهم، لغتهم الخاصة، وأسرار عالمهم الخفي في تلك الحقبة. يتميز الأسلوب باللغة العامية المصرية الأصيلة التي تعكس روح تلك الفترة، مما يجعله وثيقة اجتماعية وتاريخية بالإضافة إلى كونه عملاً ترفيهياً.
أيمن عثمان، المؤلف والمحقق، لم يكتفِ بتقديم المذكرات الأصلية فقط، بل أرفقها بمقالات صحفية من الأرشيف تعود لنفس الفترة، تتناول ظاهرة النشل في مصر، مما يضيف عمقاً تاريخياً للكتاب. صدر الكتاب عن دار "دون للنشر والتوزيع" في يناير 2023، .

الكتاب حظي باهتمام متجدد ، حيث أُعلن عن تحويله إلى مسلسل بعنوان "النُّص" بطولة الفنان أحمد أمين، من المقرر عرضه في موسم رمضان 2025. المسلسل يستلهم أحداثه من المذكرات، مع تقديمها في إطار درامي كوميدي اجتماعي يركز على شخصية عبد العزيز النُّصّ 